# Flash mob
Pour l’album de Vitalic, voir FlashMob.
 (février 2011).
Si vous disposez d'ouvrages ou d'articles de référence ou si vous connaissez des sites web de qualité traitant du thème abordé ici, merci de compléter l'article en donnant les références utiles à sa vérifiabilité et en les liant à la section « Notes et références ».

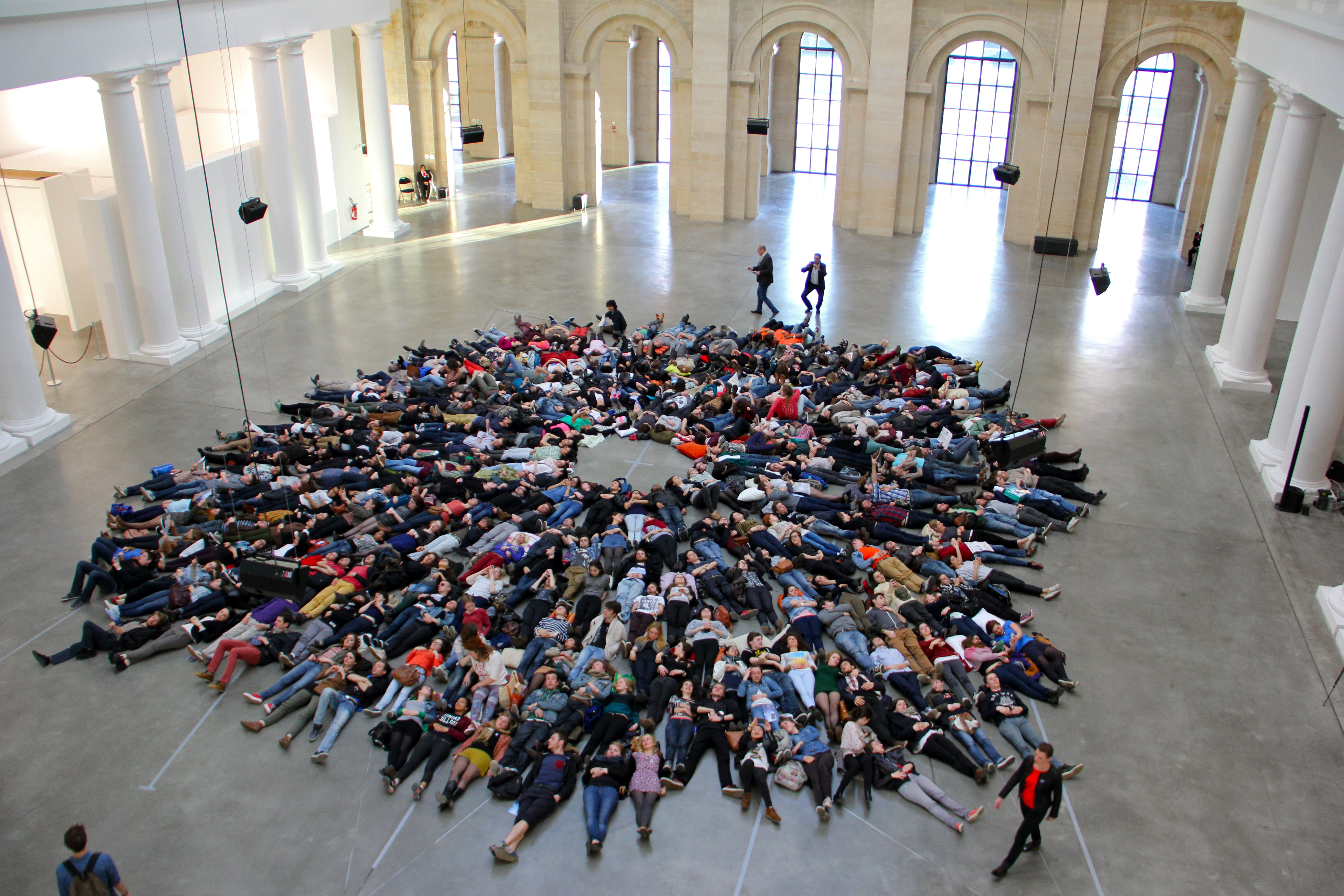
Flash mob organisée dans l'atrium du palais des Beaux-Arts de Lille à l'occasion d'une nocturne étudiants, pendant la présentation de l' Open Museum Air (l'Open Museum est une carte blanche donnée chaque printemps par le musée à un artiste a priori inattendu dans un musée) (ici : 11 avril - 24 août 2014).

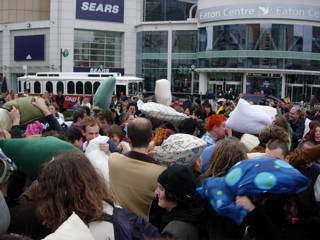
Une bataille d'oreillers sur Dundas Square, dans le centre de Toronto, lors d'une « foule éclair ».

Une foule éclair (de l'expression anglaise identique flash mob), ou encore mobilisation éclair, est le rassemblement d’un groupe de personnes dans un lieu public pour y effectuer des actions convenues d’avance, avant de se disperser rapidement. Le rassemblement étant généralement organisé au moyen d’Internet, les participants ne se connaissent pas pour la plupart.
La caractéristique de ce phénomène est la convergence rapide d’individus a priori sans lien préalable, puis la dispersion tout aussi rapide des participants. L'impression d'improvisation et le facteur de surprise pour les spectateurs en sont les éléments clés. Sur internet, des sites permettent de s’inscrire[réf. souhaitée], par ville, pour recevoir des instructions et participer à la prochaine « mobilisation éclair ».
On distingue la flash mob d'un rassemblement organisé par des sociétés de relations publiques ou pour une « cascade publicitaire ». Ce type de rassemblement organisé par des entreprises à des fins notamment promotionnelles ne sont pas des flash mobs à proprement parler. Les anglophones préfèrent les nommer smart mobs. Aussi n'est-il pas rare que des démonstrations promotionnelles, par exemple d'écoles de danse, soient indûment appelées flash mobs.

## Histoire
Avant l’avènement d’Internet, plusieurs foules éclair spontanées avaient déjà eu lieu. Par exemple, lors de sa visite au Québec en 1967, le général de Gaulle fut acclamé par la foule tout au long du trajet, entre Québec et Montréal ; autre exemple, un train funèbre suivit le cercueil de Robert Kennedy en 1968, à la suite de son assassinat. Ces événements sont étalés dans le temps et dans l'espace : les participants ne se mobilisèrent pas tout à fait en même temps mais au passage du convoi ; ou encore, en 1971, une foule éclair avec immobilisation de tous les participants, eut lieu en Tchécoslovaquie, à la suite du printemps de Prague et du suicide par le feu de Jan Palach qui en a résulté.
Le phénomène des foules éclair réalisées grâce à Internet a commencé début 2003 aux États-Unis lorsque des personnes prirent connaissance par Internet d’événements organisés par une personne ou un groupe nommé le « Mob Project », et prévus à New York. La première « flash mob », qui devait se dérouler dans un magasin, ne put avoir lieu car les forces de l’ordre qui avaient été averties du projet, avaient investi les lieux et effrayèrent les participants.
Pour le deuxième essai, le 3 juin 2003, les organisateurs évitèrent ce problème foule éclair en envoyant d'abord les participants dans des zones d'attente où ils devaient recevoir des instructions sur le lieu final et l’événement juste avant qu’il commence. Environ deux cents personnes convergèrent ainsi vers le neuvième étage d’un grand magasin, au rayon des tapis. Si un participant était approché par un vendeur il devait expliquer que les membres de ce groupe vivaient ensemble dans les environs de New York, qu’ils voulaient acheter un tapis et qu’ils prenaient toutes leurs décisions d’achat ensemble.
Les foules éclair se sont rapidement étendues à l’Asie et, à partir d’août 2003, à l'Europe, l'Amérique latine et l'Australie.
Le journal La Presse rapporte qu’à Montréal, le 9 août 2003, une quarantaine de personnes se sont ainsi réunies entre 13 h 19 et 13 h 22 sur l’esplanade de la Place-des-Arts en criant « Coin ! Coin ! » et ont jeté dans le bassin plus de 200 canards en plastique jaune avant de se disperser subitement. Montréal a ainsi devancé Toronto et Vancouver, où des « rassemblements éclair » ont également eu lieu..
À Paris, le 28 août 2003, a eu lieu la première foule éclair française. Une centaine de personnes se sont retrouvées dans le hall du musée du Louvre, ont marché rapidement en parlant au téléphone. Elles se sont immobilisées soudainement, ont applaudi quelque chose en l’air puis se sont dispersées. Elle a été renouvelée un an plus tard : 300 personnes y ont participé. De nombreuses foules éclair ont eu lieu depuis dans la plupart des grandes villes françaises. Des foules éclair ont même été organisées pour contester le projet de loi DADVSI.
À Paris, entre 2008 et 2009, Charles Nouÿrit a organisé les premières foules éclair à partir du groupe Facebook « Freeze Paris », réunissant plusieurs milliers de participants.
La première grande « flash mob » de Belgique est organisée par la chaîne de télévision privée VTM, le 23 mars 2009. Environ 200 danseurs investissent la gare centrale d'Anvers sur l'air de la « Mélodie du bonheur » (The Sound of Music).
En juin 2009, la mort de Michael Jackson donne lieu à des foules éclair dans la plupart des grandes villes du monde telles que Chicago, Paris, Stockholm, Montréal ou Taipei, où les participants se réunissent pour danser tous en même temps la chorégraphie de Beat It.
Le 8 septembre 2009, à l'occasion du spectacle d'ouverture du Oprah Winfrey Show, d'Oprah Winfrey, sur Michigan Avenue à Chicago, les Black Eyed Peas entament leur tube I Gotta Feeling. Au début et contre toute attente, s'agissant d'une chanson réputée entraînante, la foule reste de marbre, et seule une femme habillée en bleu à l'avant danse. Cependant, à mesure que la chanson avance, de plus en plus de personnes se mettent à danser la même chorégraphie, de proche en proche. Devant Oprah médusée, plus de 20 000 personnes présentes finissent ensemble la chanson avec la même chorégraphie,.
Le 13 mai 2010, au stade couvert de Liévin a eu lieu la plus grande foule éclair d’Europe avec 11 000 personnes, sur la musique de Thriller de Michael Jackson durant la rencontre Enjoy dance party 5 organisée par la radio Contact.
Le 31 juillet 2010, une reprise de la « flash mob » de Chicago en 2009 avec les Black Eyed Peas rassemble plus de 2 800 danseurs avec un public avoisinant les 10 000 personnes pendant les fêtes de Bayonne dans le Pays basque français. Elle est organisée par Philippe Bisbau, qui organisera, par la suite, d'autres manifestations de ce genre qui connaîtront de belles réussites.
Le 29 mai 2010, à l'occasion de l'Eurovision de la chanson, fut organisée une des plus grandes foules éclair au monde, en dansant sur le tube Glow de Madcon. Plusieurs pays y ont participé avec, d'abord, une action dans les rues de certaines villes européennes (dans l'ordre à l'écran : L'Alfàs del Pi en Espagne, Reykjavik en Islande, Ljubljana en Slovénie, Göteborg en Suède, Vilnius en Lituanie, Londres au Royaume-Uni, Düsseldorf en Allemagne, Dublin en Irlande) ; puis les participants s'invitent dans une famille de chaque pays du concours de l'Eurovision.[pas clair] À noter la participation de Son Altesse la princesse Mette-Marit Tjessem Høiby de Norvège et de ses deux enfants.
Du 21 au 29 juin 2010, quatre foules éclair sont organisées en Belgique par la chaîne de télévision RTBF pour son association CAP48. Le tout sera filmé et formera un clip vidéo.
Bien que n'étant pas vraiment des « flash mobs » parce qu'il y manque l'élément ponctuel et inattendu pour les spectateurs, deux événements sont souvent répertoriés comme tels :
- Le 5 novembre 2012, l'animateur français Sébastien Cauet organise une scène provisoire réunissant une immense foule au Trocadéro à Paris, réunissant environ 20 000 personnes à l'occasion de la présence du chanteur coréen Psy interprétant son titre Gangnam Style.
- Le 19 août 2015, pour les 70 ans du Secours populaire français, l'association a organisé une « flash mob » devant la tour Eiffel réunissant alors 70 000 personnes sur une musique de M. Pokora. Il a été annoncé que le record des Black Eyed Peas avait été alors battu par les enfants et leurs familles de toute la France.

## Formes spéciales

### Mobilisation Gel ou MobiGel
Le terme anglais freeze party, littéralement Réunion Gel ou Réunion Blocage, ou plus rarement Freeze mob (mobilisation gel) est parfois employé, à tort, en tant que synonyme de « flash mob ». Les Mobilisation Gel ne sont en fait qu’un type particulier de flash mob : il s’agit d’une foule éclair où tous les participants restent figés pendant un court laps de temps.
Les Mobilisation Gel ont été inventés par le collectif Improv Everywhere.
La première Gel en France a été organisée le 8 mars 2008 par Charles Nouÿrit et a réuni plus de 3 000 participants au Trocadéro. Le Gel est de loin la flash mob la plus pratiquée en France avec à ce jour plus de 200 réunions gel organisées sur l’ensemble du territoire.
En 2008 et 2009, l’A.O.S.E. (Association Organisation Soirées et Événements) a organisé à Lyon, grâce au groupe Facebook « Freeze Lyon », Gel : dans le centre commercial de la Part Dieu (200 participants), sur 250 m de la rue Victor Hugo (400), sur la place Saint Jean (300) et place de la République (300).
En décembre 2009, le collectif DIRTY EST, regroupant de jeunes Parisiens adeptes et passionnés d'art urbain, lance une variante originale de flash mob, le DIRTY-FREEZE. Ce rassemblement éclair consiste à se figer dans les couloirs des transports en commun en faisant semblant de faire des graffitis dans l’ensemble d’une station, et peut être le message d’un mécontentement qui fait appel à la non-violence puisque aucune dégradation n’est produite. Depuis 2009, le collectif en organise une environ tous les deux mois.
En 2010, la Belgique se lance elle aussi dans les flash mobs avec un premier Mobilisation Gel le 5 mars à la Gare centrale de Bruxelles : elle ne réunira alors que 40 participants. Le 3 avril, lors d'un rassemblement Pillow Fight, bataille de polochons, plus de 200 personnes répondront à l’appel.
En décembre 2010, le Maroc s'est lancé lui aussi dans le monde des flash mobs avec le premier « Freeze » à Tanger le 4 décembre à la place des nations, rassemblant 900 personnes. L'appel s'est fait via une page sur le site social Facebook.
En février 2012, une Freeze Mob a eu lieu sur le quai transversal de la gare Montparnasse à Paris. Elle a duré 11 minutes en préambule d'une Flash Mob de danse (West Coast Swing). Elle a réuni 500 participants, dont 300 danseurs.

### Carrotmob
Une Carrotmob est un type de mobilisation éclair où des consommateurs viennent dépenser leur argent dans une entreprise particulière. Avec le chiffre d'affaires supplémentaire engendré, l'entreprise modifie son fonctionnement dans un but d'être davantage respectueuse de l'environnement.

### La métroteuf
Une métroteuf ou en anglais « subparty » (un mot-valise construit à partir de métro et teuf (fête en langage verlan), qui signifie : faire la fête dans le métro) est un type de foule éclair au cours duquel les participants investissent une rame de métro pour y faire la fête le temps d'un aller-retour sur la ligne. Relativement peu connu, ce concept qui a vu le jour au milieu des années 2000 existe pourtant dans plusieurs pays et n'a cessé de prendre de l'ampleur, notamment à Paris où se sont déjà déroulées plus de 25 éditions.

### Mobisou ou en anglais«kissmob»
Chaîne de personnes se faisant une bise sur la joue[réf. nécessaire].

### Foules commerciales et/ou à but publicitaire
Une centaine de danseurs de l'AZF se rassemblent dans le magasin de sport Décathlon de Bailleul, dans le Nord, une première en France selon le journal local L'Indicateur du 14 juillet 2010. À la suite du buzz que la vidéo a engendré, cette flash mob donnera envie aux différents centres commerciaux d'en réaliser. En effet, en l'espace de six mois, près de cent flash mobs, en France mais aussi à l'étranger, sont réalisées selon le même principe. D'après La Voix du Nord, autre journal local, les responsables marketing y voient une nouvelle forme de communication.